# Apogonia overlaeti
Apogonia overlaeti är en skalbaggsart som beskrevs av Louis Burgeon 1945. Apogonia overlaeti ingår i släktet Apogonia och familjen Melolonthidae. Inga underarter finns listade i Catalogue of Life.